# La Tendida
La Tendida est une ville de l'État de Táchira au Venezuela, capitale de la paroisse civile de Samuel Darío Maldonado et chef-lieu de la municipalité de Samuel Darío Maldonado.